# أدريان باستا
أدريان باستا (بالبولندية: Adrian Basta)‏ هو لاعب كرة قدم بولندي في مركز الدفاع، ولد في 1 ديسمبر 1988 في نوفي سونتس في بولندا. شارك مع منتخب بولندا تحت 21 سنة لكرة القدم. أما مع النوادي، فقد لعب مع غورنيك وانشنا.

## وصلات خارجية
- أدريان باستا على موقع قاعدة بيانات كرة القدم.إي يو (الإنجليزية)